# دورة الألعاب الأمريكية 2023
دورة الألعاب الأمريكية 2023 هي النسخة التاسعة عشر من دورة الألعاب الأمريكية التي ستقام في سانتياغو في الفترة من 20 أكتوبر إلى 5 نوفمبر 2023.

## المشاركون

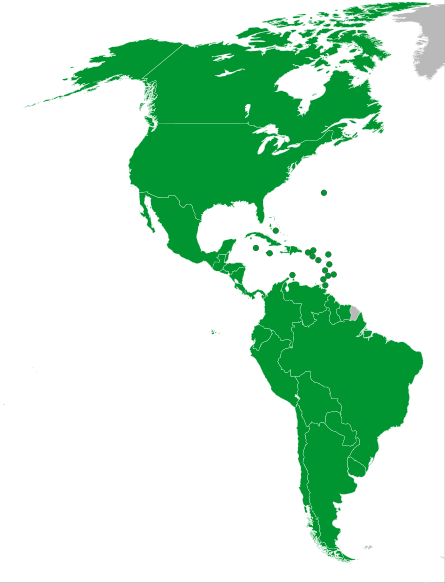
خريطة لجميع الدول الـ 41 المشاركة

من المتوقع أن تتنافس جميع الدول الـ 41 الأعضاء في منظمة عموم أمريكا للرياضة. تمثل الأرقام الموجودة بين قوسين عدد الرياضيين المؤهلين في البلد.
| - أنتيغوا وباربودا - الأرجنتين (234) - أروبا (2) - جزر البهاما - باربادوس (4) - بليز - برمودا (1) - بوليفيا (9) - البرازيل (303) - جزر العذراء البريطانية - كندا (191) - جزر كايمان - تشيلي (Host) (638) - كولومبيا (132) - كوستاريكا (20) - كوبا (49) - دومينيكا - جمهورية الدومينيكان (59) - الإكوادور (33) - السلفادور (4) - غرينادا - غواتيمالا (26) - غيانا - هايتي - هندوراس (20) - جامايكا (42) - المكسيك (182) - نيكاراغوا - بنما (6) - باراغواي (52) - بيرو (37) - بورتوريكو (54) - سانت لوسيا - سانت كيتس ونيفيس - سانت فينسنت والغرينادين - سورينام - ترينيداد وتوباغو (19) - الولايات المتحدة (274) - الأوروغواي (65) - فنزويلا (49) - جزر العذراء (2) |

## الرياضات
- Aquatics
  -  سباحة متزامنة (2) (تفاصيل)
  -  غطس (10) (تفاصيل)
  -  السباحة في المياه المفتوحة (2) (تفاصيل)
  -  سباحة (36) (تفاصيل)
  -  كرة الماء (2) (تفاصيل)
- نبالة (10) (تفاصيل)
- ألعاب قوى (48) (تفاصيل)
- كرة ريشة (5) (تفاصيل)
- Baseball
  -  كرة القاعدة (1) (تفاصيل)
  -  كرة لينة (1) (تفاصيل)
- كرة السلة  (تفاصيل) 
  -  كرة السلة (2)
  -  كرة السلة الثلاثيات (2)
- كرة الباسك (8) (تفاصيل)
- بولينج (4) (تفاصيل)
- ملاكمة (13) (تفاصيل)
- Breakdancing (2) (تفاصيل)
- Canoeing (slalom)  (تفاصيل) 
  -  Canoe sprint (10)
  -  Canoeing (slalom) (6)
- Cycling (road)  (تفاصيل) 
  -  BMX freestyle (2)
  -  سباق بي إم إكس (2)
  -  Cycling (mountain biking) (2)
  -  Cycling (road) (4)
  -  Cycling (track) (12)
- فروسية  (تفاصيل) 
  -  Dressage (2)
  -  Eventing (2)
  -  Jumping (2)
- مبارزة السلاح (12) (تفاصيل)
- هوكي الحقل (2) (تفاصيل)
- كرة القدم (2) (تفاصيل)
- غولف (2) (تفاصيل)
- Gymnastics (artistic)  (تفاصيل) 
  -  Gymnastics (artistic) (14)
  -  Gymnastics (rhythmic) (8)
  -  جمباز القفز (4)
- كرة اليد (2) (تفاصيل)
- جودو (15) (تفاصيل)
- كاراتيه (12) (تفاصيل)
- الخماسي الحديث (5) (تفاصيل)
- Rackets (6) (تفاصيل)
- Roller sports  (تفاصيل) 
  -  تزلج فني بالعجلات (2)
  -  تزلج على اللوح (4)
  -  تزلج الرولر السريع (8)
- تجديف (13) (تفاصيل)
- اتحاد الرغبي (2) (تفاصيل)
- سباقات اليخوت  [لغات أخرى]‏ (13) (تفاصيل)
- رماية (15) (تفاصيل)
- تسلق (4) (تفاصيل)
- إسكواتش (7) (تفاصيل)
- ركمجة (8) (تفاصيل)
- كرة الطاولة (7) (تفاصيل)
- تايكوندو (11) (تفاصيل)
- كرة المضرب (5) (تفاصيل)
- سباق ثلاثي (3) (تفاصيل)
- الكرة الطائرة
  -  Volleyball (beach) (2) (تفاصيل)
  -  Volleyball (indoor) (2) (تفاصيل)
- تزلج على الماء (10) (تفاصيل) 
  -  تزلج على الماء (8)
  -  الويك بورد (2)
- رفع أثقال (10) (تفاصيل)
- مصارعة  (تفاصيل) 
  -  مصارعة (12)
  -  مصارعة (6)